# Автошлях Т 1634
Автошля́х Т 1634 — автомобільний шлях територіального значення в Одеській області. Проходить територією Великоплосківської ОТГ Роздільнянського району через Великоплоске — Слов'яносербку — пункт контролю Слов'яносербка. Загальна довжина — 11,2 км.

## Маршрут
Автошлях проходить через такі населені пункти:
| Автошлях Т 1634                 |        |
| Одеська область                 |        |
| Роздільнянський район           |        |
| Великоплоске                    | Т 1615 |
| Слов'яносербка                  |        |
| Слов'яносербка (пункт контролю) |        |